# Малый Олыкъял
Малый Олыкъял (мар. Курыктӱр — «край горы», «подгорье») — деревня в Волжском районе Республики Марий Эл, входит в состав Петъяльского сельского поселения. Название означает «малая луговая деревня».

## География
Расположена в 12 км по автодорогам к юго-востоку от центра поселения — деревни Петъял, в 55 км по автодорогам к северо-востоку от центра Волжска, у границы с Зеленодольским районом Татарстана.

## История
Первое упоминание о деревне встречается в списке селений Казанской губернии за 1897 год. В деревне Малый Олыкъял, относившейся к Кукморской волости Казанского уезда Казанской губернии, по переписи 1897 года проживали 33 человека, русские и марийцы.
В 1923 году в деревне Малый Олыкъял Сотнурской волости Краснококшайского кантона в 9 дворах проживали 46 человек. В 1927 году деревня входила в состав Кукморского сельсовета Звениговского кантона, в ней жил 51 человек.
С 1936 года деревня Малый Олыкъял входила в состав Кукморского сельсовета Сотнурского района. В 1952 году деревня находилась в составе колхоза «Ужара», центральная усадьба которого располагалась в деревне Учейкино. В 1969 году деревня входила в состав Петъяльского сельсовета Волжского района, в 1974 году — в состав Учейкинского сельсовета.
В 1998 году в деревне находилось 9 дворов, проживали 15 человек, в том числе 6 мужчин, 9 женщин.
По данным переписи 2002 года население — 9 человек (марийцы — 100 %). Сохранилось три хозяйства пенсионеров, молодежи в деревне нет. Водой жители пользуются из колодца и ключа, деревня не газифицирована, строительство в деревне не ведётся. С 2004 года — в составе Петъяльского сельского поселения.
В 2010 году — 9 человек (4 мужчины, 5 женщин).

## Население
| 2002 | 2010 |
| ---- | ---- |
| 9    | →9   |